# ترشيحات كأس آسيا 2019
ترشيحات كأس آسيا 2019 هيَ العمليّة التي تمّ من خِلالها ترشّح المنتخبات لتنظيم كأس آسيا 2019. استقرّ الأمرُ في نهاية المطاف على دولة الإمارات العربية المتحدة بعدما كانَ ملف الترشيحات قد فُتحَ من 15 كانون الأول/ديسمبر 2012 حتى الثاني من شباط/فبراير 2013.
أكّدت لجنة المسابقات في الاتحاد الآسيوي لكرة القدم في 12 آذار/مارس 2013 عن أنّ 11 دولة قد أعربت عن رغبتها في استضافة كأس آسيا 2019 وهم البحرين، الصين، إيران، الكويت، لبنان، ماليزيا، ميانمار، عمان، المملكة العربية السعودية، تايلاند والإمارات العربية المتحدة، إلّا أنّ لبنان، ماليزيا وميانمار قد سحبوا ملفاتهم قبلَ الموعد النهائي لتقديم جميع الوثائق في 31 آب/أغسطس 2013. جديرٌ بالذكرِ هنا أنّ هذه البطولة قد شهدت رفعَ عدد المنتخبات من 16 فريقًا إلى 24 فريقا.

## تقديم الملفّات
عقدَ الاتحاد الآسيوي لكرة القدم اجتماعًا في 28 تشرين الثاني/نوفمبر 2012 لمُناقشة الدورة والدول المتوقع تقديم ترشحها. بعدَ ذلك؛ طلب الاتحاد من الدول الراغبة في استضافة الدورة في البدء في تجهيز ملفاتها وفي ذات الوقت أرسلَ الاتحاد لجان لتفتيش البنى التحتية في الفترة ما بين تشرين الأول/أكتوبر وكانون الأول/ديسمبر 2013. بحلول أيار/مايو 2014؛ أعلنَ الاتحاد عن الموعد النهائي لتقديم طلبات الترشح ووضحَ نقاط أخرى.

## الطلبات

### إيران
بعد محاولة غير ناجحة لاستضافة كأس آسيا 2011؛ أكّدَ علي كافاشيان رئيس الاتحاد الايراني لكرة القدم نية بلاده تقديمَ طلبٍ جديد لاستضافة كأس آسيا 2019. جديرٌ بالذكرِ هنا أنّ إيران كانت قد استضافت في وقت سابق نسخ عام 1968 و1976. اقترحَ الاتحاد الإيراني استخدام عددٍ منَ الملاعب لاستضافة هذه الدورة كملعب كرمان وملعب أصفهان وكذا ملعب الإمام الرضا في مشهد إلى جانبِ ملعب يادغار إمام في تبريز وملعب آزادي وملعب تختي في طهران وملعب شيراز في شيراز.

### الإمارات العربية المتحدة
أكّد اتحاد الإمارات العربية المتحدة لكرة القدم هو الآخر نيّة بلادهِ تقديم ملفّ ترشحها وذلكَ في اليوم الأخير الذي أعلنَ فيه الاتحاد الآسيوي عن قبول الطلبات. قُبل طلب الإمارات في نهاية المطاف لتكونَ بذلك هذه هي المرّة الثانية التي تستضيفُ فيها الدولة كأس آسيا بعد أن استضافت نسخة 1996. رشّح الاتحاد الإماراتي عددًا منَ الملاعب وهي استاد محمد بن زايد واستاد مدينة زايد الرياضية في أبو ظبي إلى جانبِ استاد خليفة بن زايد واستاد هزاع بن زايد في العين إلى جانبِ ملاعب أخرى توعّد بأن تكونَ جاهزة بحلول عام 2018 في دبي.

## طلبات ملغيّة

### البحرين
- في 22 كانون الثاني/يناير 2013؛ أعلنت البحرين نيّتها استضافة كأس آسيا 2019 بعد نجاحها في استضافة كأس الخليج العربي 21.[17]
- في 2 أيار/مايو 2013؛ انتُخب سلمان بن إبراهيم آل خليفة لرئاسة الاتحاد الآسيوي مما أعطى زخمًا إضافيًا للبحرين في استضافة البطولة ورفعت من تطلعاتها بعدما أعلنت عن نيتها استضافة بطولات كأس العالم في السنوات الـ 50 المقبلة.[18]
- بحلول 7 أيلول/سبتمبر 2013؛ انسحبت البحرين من المنافسة تاركة ورائها دول مجلس التعاون الخليجي في تقديم ملفاتهم.[19]

### الصين
- في 3 شباط/فبراير 2013؛ أعلنت الصين رغبتها في استضافة المسابقة، [20] ثمّ أرسلت في 15 آذار/مارس 2013 رسالة للاتحاد.[21] حتى 7 نيسان/أبريل 2013؛ أعلنت 9 مدن عن استعدادها لاستضافة البطولة وهي بكين، داليان، نانجينغ، شيان، تشنغدو، تشينغداو، تشانغشا، غوانزو وووهان.
- في أيلول/سبتمبر 2013؛ انتشرت تقارير إخباريّة تُفيد بأنّ اتحاد الصين لكرة القدم قد انسحبَ لسببٍ غير معلوم فيما أكّدت تقارير أخرى عن نيّة البلد التركيز على تنمية وتطوير اللاعبين الشباب في هذه الفترة.[22]

### لبنان
- في 24 كانون الثاني/يناير 2013؛ أعلنَ الإتحاد اللبناني لكرة القدم سعيه لاستضافة كأس آسيا 2019،[23] بعدما كان قد استضافَ نسخة عام 2000 ولكنّه انسحبَ في وقتٍ لاحق.

### ماليزيا
- في 10 نيسان/أبريل 2013؛ أعلنّ اتحاد ماليزيا لكرة القدم نيتهُ هو الآخر استضافة كأس آسيا 2019 مُشيرًا إلى أن البلاد تتوفرُ بالفعل على البنية التحتية اللازمة لاستضافة هذا الحدث.[24] كانت ماليزيا قد استضافت نسخة عام 2007 جنبا إلى جنب مع إندونيسيا، تايلاند وفيتنام.

### عمان
- بعدما ترشحت السلطنة لاستضافة بطولة آسيا تحت 22 سنة لكرة القدم 2013؛ قدمت ملفها الجديد ضمن الإطار الزمني المطلوب. اقترحَ الأمين العام للاتحاد العماني لكرة القدم مجمع السلطان قابوس الرياضي الذي يسعُ لـ 40.000 متفرج إلى جانبِ ملاعب أخرى.[25]

### المملكة العربية السعودية
دخلت المملكة العربية السعودية في المنافسة على استضافة الحدث وذلكَ بعد تصريحات لنواف بن فيصل التي أكّد فيها الأنباء. بهذا الترشح تكونُ هذهِ هي المرة الأولى التي تُحاول فيها المملكة استضافة كأس آسيا.

### تايلاند
استضافت تايلند كأس آسيا 1972 ونفس الأمر بالنسبة لنسخة عام 2007 بمشاركة ماليزيا وفيتنام وإندونيسيا. وكانَ اتحاد تايلاند لكرة القدم قد أعلنَ استعداد كل من بانكوك، نونثابوري، محافظة باثوم ثاني، شيانغ ماي وناخون راتشاسيما في تنظيم البطولة.